# Ladelund
 For alternative betydninger, se Ladelund (flertydig). (Se også artikler, som begynder med Ladelund)
Ladelund (på dansk tidligere også Lavlund) er en landsby og kommune beliggende cirka 20 kilometer nordøst for Nibøl på gesten (midtsletten) i det nordlige Sydslesvig og tæt ved den dansk-tyske grænse. Administrativt hører kommunen under Nordfrislands kreds i den tyske delstat Slesvig-Holsten. Kommunen samarbejder på administrativt plan med andre kommuner i omegnen i Sydtønder kommunefællesskab (Amt Südtondern). Til kommunen hører også Boversted (Boverstedt), Bækhus (Beckhuus), Klint, Kongsager (Königdacker), Kolonisthuse (Kolonistenhäuser), Ladelund Mark, Ladelund Mølle. Nyhus (Neuhaus) og Toldhuse (Zollhäuser).
I Ladelund findes med Ladelund Ungdomsskole den eneste danske efterskole syd for grænsen. Efterskolen drives af Dansk Skoleforening for Sydslesvig.

## Historie
Ladelund er første gang nævnt 1352. Navnet er enten afledt af oldnordisk hlaða for en ladebygning eller af oldnordisk hlaði for en stak af brænde eller tørv. På nordfrisisk udtales bynavnet Låålönj og på sønderjysk Lalunj. Byen ligger udenfor den nordfrisiske bosætningsområde på den slesvigske gest (Midtsletten).
Landsbyen er sogneby i Ladelund Sogn. Sognet lå i Kær Herred (Tønder Amt, Sønderjylland), da området tilhørte Danmark. Kirken er viet til apostlen Peter. Der blev holdt gudstjeneste på dansk indtil 1896. Skolesproget var dansk indtil 1864.
Oprindeligt lå her et kapel. Kirken skal være opført i 1401.
Ved delingen af hertugdømmerne i 1544 hørte Ladelund til de områder, der tilfaldt hertug Hans den Ældre. Efter hans død kom Ladelund under de hertugelige besiddelser.
Ved Søndermosen mod nabobyen Vestre fandtes tidligere et større skovområde, som svenskerne skulle have afbrændt. Området er i dag præget af opdyrkede hedestrækninger.
I 1720 kom byen atter under Kronen. I den danske tid hørte landsbyen under Ladelund Sogn (Kær Herred). I 1864 havde byen "Kirke, Præstegaard, Skole, 2 større Bøndergaarde og 2 Kroer".
Under 2. verdenskrig fandtes en tysk kz-lejr i landsbyen. KZ-lejr Ladelund var en udekommando af kz-lejren i Hamborg-Neuengamme.